# Piccolo (vin)
Pour les articles homonymes, voir Piccolo.

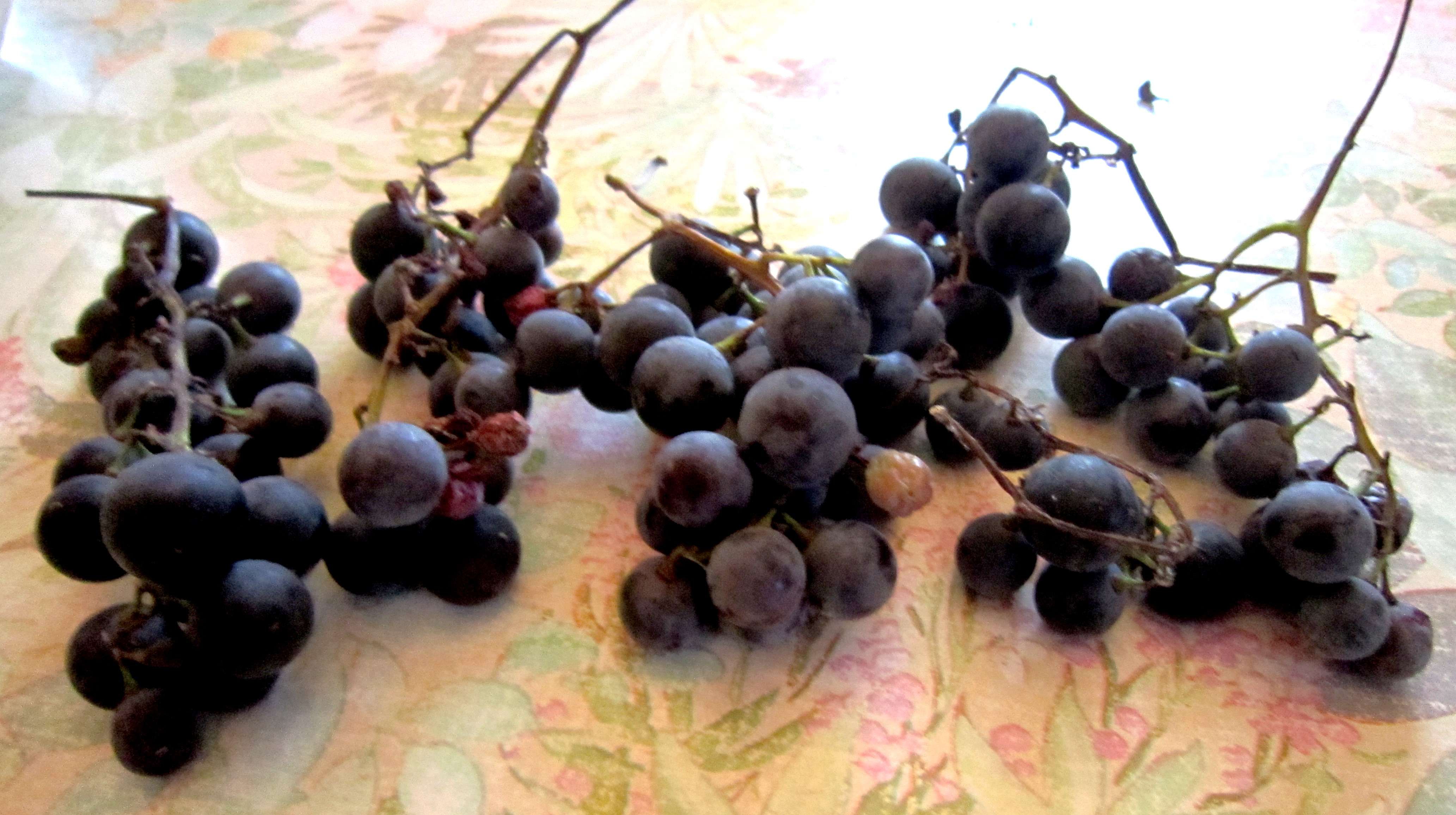
Raisin de cépage Piccolo

Le piccolo est un terme vieilli qui appartient à la langue populaire comme le mot « pinard ».

## Étymologie

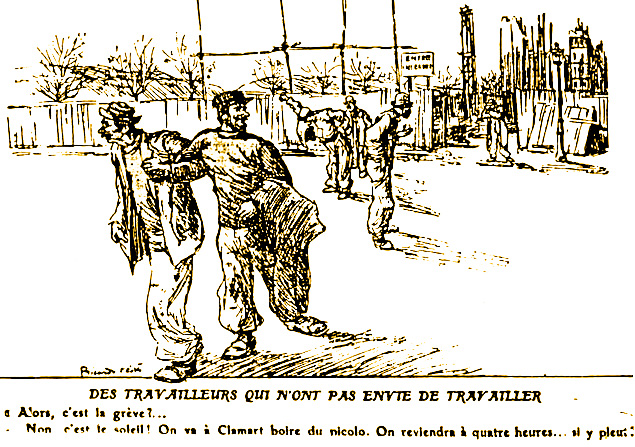
Des travailleurs qui n'ont pas envie de travailler et partent boire un piccolo.

Selon le Dictionnaire d'argot de langue française, le picolo ou piccolo (« petit » en italien) a été importé par des taverniers italiens fin XIXe siècle et a pour sens « petit vin sucré », « vin léger », « petit vin suret », « vin » en général. De là « piccoler » ou « picoler ». Les ceps qui donnaient du vin de bonne qualité se cultivaient sur les pentes de la rive droite de l'Oise, notamment à Cergy et sur les coteaux calcaires de la vallée de Montmorency. 
Jusqu'à la fin du XIXe siècle, Argenteuil possédait le plus grand vignoble sur 1 000 hectares et produisait le piccolo ou picolo que certains taverniers vendaient « à l'heure ». 
À Pontoise, on produisait le ginglet, où à la suite du phylloxéra et la Grande Guerre, il ne reste plus que quelques ares de vignes dont la récolte est vendue lors de la foire Saint-Martin de Pontoise.

## Cépage
Le pelaverga piccolo n'étant plus cultivé à Argenteuil depuis la crise du phylloxéra au début du XXe siècle, les ceps ne prolifèrent plus qu'à l'état sauvage dans les jardins abandonnés avec des grumes souvent dégénérées.

## Renaissance
Beaucoup d'anciennes communes viticoles de la région parisienne ont replanté des vignes municipales et vendangent à nouveau le plus souvent des cépages pinot noir et chardonnay. Depuis 2020 ces productions bénéficient d'une reconnaissance d'indication géographique protégée (IGP).